# وداعا يا غرامي (فلم)
وداعا ياغرامي فيلم دراما-رومانسى مصري صدر سنة 1951. من إخراج وتأليف عمر جميعى.

## القصة
تبدأ القصة بعلاقة حب بين فتاة وفتى تتوج بأنهما يتعاهدان على الزواج، لكن قبل الزواج، يقوم زوج الأم بالإبلاغ عن الفتى كى يستدعى للخدمة العسكرية في الجيش فتنقطع علاقته بمحبوبته، وكانت هذه التضحية إجبارية لا مفر منها، وبمرور الوقت تتزوج الفتاة بضابط كبير السن، يكلف الفتى أن يعمل لدى هذا الضابط، ويفاجأ أن زوجة الضابط ما هي إلا فتاته التي أحبها وكان يريد الزواج منها، يعود الحب بينهما مرة أخرى، فيتقابل معها في أوقات يكون زوجها بالخارج لينعما بالحب الذي حرما منه، يعلم الزوج بمدى العلاقة بين زوجته والجندى الذي يعمل في خدمته، يفاجئهما فيطلق الرصاص على الفتى، ولكن الزوجة تسرع وتفتديه، وتلقى مصرعها بين يدى زوجها.

## روابط خارجية
- مقالات تستعمل روابط فنية بلا صلة مع ويكي بيانات